# Andreas Kinneging
Andreas Antonius Maria Kinneging (Eindhoven, 26 februari 1962) is een Nederlandse hoogleraar rechtsfilosofie aan de Universiteit Leiden.

## Levensloop
Kinneging groeide op in een katholiek gezin in Zeeland. Hij studeerde van 1979 tot 1984 politieke wetenschappen aan de Katholieke Universiteit Nijmegen, waar hij zowel zijn kandidaats (1981) als zijn doctoraal (1984) cum laude behaalde. Hij specialiseerde zich in de politieke filosofie. Daarnaast studeerde hij ook filosofie en rechten, zonder deze studies evenwel af te ronden. Kinneging behoorde in de jaren tachtig tot de Nederlandse top in het gewichtheffen. In 1987 werd hij Nederlands kampioen in de gewichtsklasse tot honderd kilogram. Hij promoveerde op 1 oktober 1994 op het proefschrift Aristocracy, antiquity, and history. Kinneging is gehuwd met Naema Tahir. Hij heeft daarnaast twee kinderen uit een eerder huwelijk. 

### Liberale periode
Van 1984 tot 1986 werkte hij als wetenschappelijk medewerker van de Teldersstichting, het wetenschappelijk bureau van de VVD. Kinneging publiceerde in zijn periode bij de Teldersstichting en de jaren daarna liberale geschriften, waaronder Liberalisme: een speurtocht naar de filosofische grondslagen, waarin hij het ontplooiingsliberalisme en het utilitaristische liberalisme contrasteerde. Kinneging brak een lans voor de laatste variant, en vond VVD-prominenten als Frits Bolkestein en Paul Cliteur aan zijn zijde. Kinneging werd indertijd door velen beschouwd als 'huisideoloog' van de VVD. Hij was onder meer actief als ghostwriter voor Bolkestein, die van 1990-1998 VVD-partijleider was.
In de jaren negentig raakte Kinneging gaandeweg teleurgesteld in het niveau en de aard van het intellectueel debat binnen de VVD. Het niveau was hem te laag, het debat te weinig serieus, en inhoudelijk zag hij de VVD kiezen voor het sociaalliberalisme. Kinneging werd allengs (vooral na het vertrek van Bolkestein als partijleider) steeds kritischer over de VVD en zegde eind 1999 zijn lidmaatschap op. 
In de vroege jaren ‘90 was Kinneging voorzitter van de Stichting Medische Zwangerschapsonderbreking in Den Haag, een abortuskliniek.

### Wetenschappelijke carrière
Na van 1986 tot 1987 beleidsmedewerker bij het ministerie van Financiën te zijn geweest, was hij van 1987 tot 1990 als NWO-bursaal verbonden aan het onderzoekscentrum Sturing en Samenleving van de Leidse Rechtenfaculteit. In 1990 werd hij daar universitair docent, bij de interfacultaire vakgroep politieke wetenschap. Hij gaf colleges op het terrein van de geschiedenis van de politieke theorie en staatkunde.
Kinneging promoveerde op 1 oktober 1994 cum laude op het proefschrift Aristocracy, antiquity and history. An essay on classicism in political thought. In 1997 verscheen een handelseditie van het boek bij Transaction Publishers in de VS. Kinneging laat in zijn dissertatie zien hoe de Europese aristocratie diepgaand werd beïnvloed door het Romeinse denken over moraal, samenleving en staat. Montesquieu wordt in deze traditie geplaatst.
Het schrijven van zijn proefschrift versterkte het 'bekeringsproces' dat van Kinneging gaandeweg van een liberaal een conservatief maakte, die teruggrijpt op de intellectuele tradities van het joods-christelijke ethische gedachtegoed alsmede dat van de Grieks-Romeinse oudheid.
In 1997 stapte Kinneging over naar de vakgroep rechtsfilosofie, waar hij spoedig werd benoemd tot universitair hoofddocent en vervolgens tot hoogleraar in de filosofie van het recht. Kinneging aanvaardde het hoogleraarschap op 1 augustus 2004 en hield op 17 mei 2005 zijn oratie in het Academiegebouw, met een pleidooi voor het belang van 'Bildung' in de opleiding van juristen. Zijn vakgebied beslaat de rechtsfilosofie, politieke filosofie, ethiek, axiologie (waardenleer), deontologie en constitutionele theorie.

### Conservatieve periode
Vanaf eind 1999 animeerde Kinneging een publiek debat over het conservatisme, dat uiteindelijk culmineerde in de oprichting van de conservatieve denktank de Edmund Burke Stichting, waarvan Kinneging korte tijd voorzitter was.
Kinneging heeft les gegeven aan Thierry Baudet en werd later lid van zijn partij Forum voor Democratie. Hij gaf cursussen voor (kandidaat-)volksvertegenwoordigers en het wetenschappelijk bureau van deze partij. Later nam hij radicaal afstand van Thierry Baudet en zijn partij Forum voor Democratie.

### PowNed-affaire en klachten
Op 27 februari 2012 raakte Kinneging in opspraak na het bedreigen van PowNed-verslaggever Rutger Castricum. Castricum was onaangekondigd aan het woonadres van Kinneging verschenen om zijn echtgenote, Naema Tahir, te interviewen. Zij riep in een column bij het televisieprogramma Buitenhof op om media als PowNed te weren van de politiek. In de portiek ontstond commotie waarna Kinneging de verslaggever en cameraman bedreigde. PowNed heeft de opname van deze confrontatie gepubliceerd waarna dit landelijke media-aandacht kreeg.
Kinneging kreeg de dag daarna, op 28 februari 2012, de ruimte om bij Pauw en Witteman zijn kant van het verhaal uit de doeken te doen. Hij betoogde dat de 'opgewonden scenes' slechts een deel van het 15-minuten durende treffen waren. Hij nam later in de uitzending publiekelijk het standpunt in dat het voor het goed functioneren van de politiek wenselijk is dat televisie volledig van het Binnenhof geweerd wordt. Dit standpunt volgde op een column van zijn vrouw Naema Tahir die op zondag 26 februari in het televisieprogramma Buitenhof betoogde dat met name journalisten die als doel hebben politici belachelijk te maken, geweerd zouden moeten worden. Goede politiek was gediend met afwezigheid van televisie. Televisieaandacht hindert een kwalitatief hoogstaand debat en selecteert op presentabele maar inhoudelijk zwakke politici, zo betoogde hij.
In 2020 klaagden studenten bij de decaan van de Faculteit Rechtsgeleerdheid van de Universiteit Leiden over de manier van lesgeven van Kinneging. Vier van de negen klachten werden gegrond verklaard.

## Fenomenologie van de deugd
Kinneging schrijft veel populair-wetenschappelijke stukken over de klassieke deugdenleer, vaak in het dagblad Trouw. Ook ontdekte hij de realistische fenomenologie van filosofen als Edmund Husserl, Max Scheler, Nicolai Hartmann, Adolf Reinach, Dietrich von Hildebrand, Aurel Kolnai, en vele anderen. Kinneging gaf onder meer een nieuwe editie uit van Nicolai Hartmanns Ethics (in drie delen, 2001-2004). In 2005 verscheen Geografie van goed en kwaad, een verzameling filosofische essays die Kinneging in het voorafgaande decennium schreef. Voor dit boek ontving hij in 2006 de Socratesbeker.

## Geografie van goed en kwaad
Tijdens zijn studie van de klassieken, oorspronkelijk begonnen om het moderne liberalisme te onderbouwen, kwam Kinneging tot zijn eigen verbazing tot het inzicht dat wat dezen schreven superieur is aan de modernen. In het bijzonder raakte hij doordrongen van het belang van de traditionele deugdenleer, bedacht in de Klassieke Oudheid en bewaard gebleven in het – katholieke – christendom. Deze deugdenleer is het instrument bij uitstek voor een morele opvoeding. En die is weer essentieel, zo schrijft Kinneging, omdat de mens nu eenmaal uit krom hout gesneden is. Of op z'n protestants: geneigd is tot alle kwaad. Zijn belangrijkste kritiek op het Verlichtingsdenken is dan ook dat daarin het kwade in de mens wordt genegeerd. Het boek is een kritiek op de moderne, door Verlichting en Romantiek gedragen, westerse cultuur.

## Publicaties
Onder meer
- 1988: Liberalisme: een speurtocht naar de filosofische grondslagen, Teldersgeschrift 65, Den Haag
- 1997: Aristocracy, Antiquity, and History. Essay on Classicism in Political Thought. New Brunswick NJ: Transaction Publishers. Eerdere editie: 1994. proefschrift Universiteit Leiden
- 2005: Geografie van goed en kwaad. Filosofische essays, Houten: Het Spectrum
- 2008: Het goede leven. Een briefwisseling (met Piet Gerbrandy), Amsterdam: Meulenhoff
- 2013 met Rob Wiche (red.): Waar of niet? Over de vraag wat waarheid is, Amsterdam: Bakker
- 2020: De onzichtbare maat. Archeologie van goed en kwaad, Amsterdam: Prometheus
- 2020: Je mag zeggen wat je denkt. Als je maar hetzelfde denkt als iedereen, Amsterdam: Prometheus
- 2023: Hercules op de tweesprong, Amsterdam: Prometheus